# Giusto Sardi
Giusto Sardi (all'anagrafe Giusto Angelo Sardi) (Genova, 10 luglio 1894 – Genova, 6 aprile 1964) è stato un calciatore e arbitro di calcio italiano, di ruolo attaccante.

## Biografia
Nato a Genova ma trasferitosi in Argentina con la famiglia da bambino, era noto come Sardi III per distinguerlo dai fratelli Sereno o Sardi I ed Enrico o Sardi II. Tornato in Italia, giocò tra le file dell'Acqui. Ritiratosi dall'attività agonistica divenne arbitro di calcio.

### Calciatore
Sardi giocò nella stagione 1914-1915 tra le file dell'Acqui che disputava il suo primo campionato nella massima serie italiana. Il suo esordio tra le file dei piemontesi avvenne il 4 ottobre 1914 nell'incontro casalingo contro il Genoa, club nel quale militava il fratello Enrico. Sardi ed i suoi compagni andarono incontro ad una débâcle, perdendo 16 a 0, che risulta essere il più pesante passivo subito in casa da una squadra in tutti i vari massimo livello del calcio italiano. Con il suo club, Sardi si piazzò al quinto e penultimo posto del girone eliminatorio della Liguria e del basso Piemonte, non ottenendo l'accesso ai gironi semifinali.

### Arbitro
Ritiratosi dal calcio giocato divenne arbitro, dirigendo anche un incontro della Serie A 1930-1931.